# Ехем
Ехем (нім. Echem) — громада в Німеччині, розташована в землі Нижня Саксонія. Входить до складу району Люнебург. Складова частина об'єднання громад Шарнебек.
Площа — 10,72 км2. Населення становить 1054 ос. (станом на 31 грудня 2021).